# Clássico Rural
Clássico Rural, também conhecido como Clássico da Zona Rural, é o clássico de futebol que envolve o Bangu Atlético Clube e o Campo Grande Atlético Clube, ambos da Zona Oeste da cidade do Rio de Janeiro.

## Introdução
Bangu e Campo Grande são clubes que foram fundados ainda no início do século XX. O alvirrubro tem raízes do final do século XIX, com destaques para as figuras dos escoceses Thomas Donohoe, que levou bolas de futebol para dentro da antiga Fábrica de Tecidos Bangu (atual prédio do Bangu Shopping), e Sir. Andrew Procter, que sugeriu a formação de um ''club'', como diriam os bretões. O Bangu foi oficialmente fundado em 1904 por grande iniciativa e entusiasmo dos funcionários da antiga fábrica. Contrariando o comportamento dos clubes da elite carioca, o Bangu passou a incluir não apenas jogadores operários, mas também jogadores negros, contribuindo, dessa forma, de forma decisiva para a democratização do esporte no Brasil.
O Campo Grande, por sua vez, possui uma história que remonta o ano de 1908, quando ocorreu a formação do Campo Grande Athletic Club. Apesar desse primeiro nome, o clube passou a ser chamado de Campo Grande Football Club. Com o passar do tempo, ocorreu a fusão entre dois times distintos: o Campo Grande Football Club e o Paladino Foot-Ball Club. Através dessa fusão, surgiu o Campo Grande Athletico Club, na década de 1920. Entretanto, o Campo Grande Athletico Club passou por uma profunda fase de decandência, o que provocou sua extinção. Dez anos depois desse acontecimento, foi formado o Club Sportivo Campo Grande, sendo esse nome substituído posteriormente pelo nome atual. Dessa forma, foi oficialmente fundado em junho de 1940 o Campo Grande Atlético Clube.

## História do clássico
Sediados em bairros vizinhos da zona oeste carioca, Bangu e Campo Grande protagonizam um dos clássicos mais interessantes e históricos do subúrbio do Rio de Janeiro

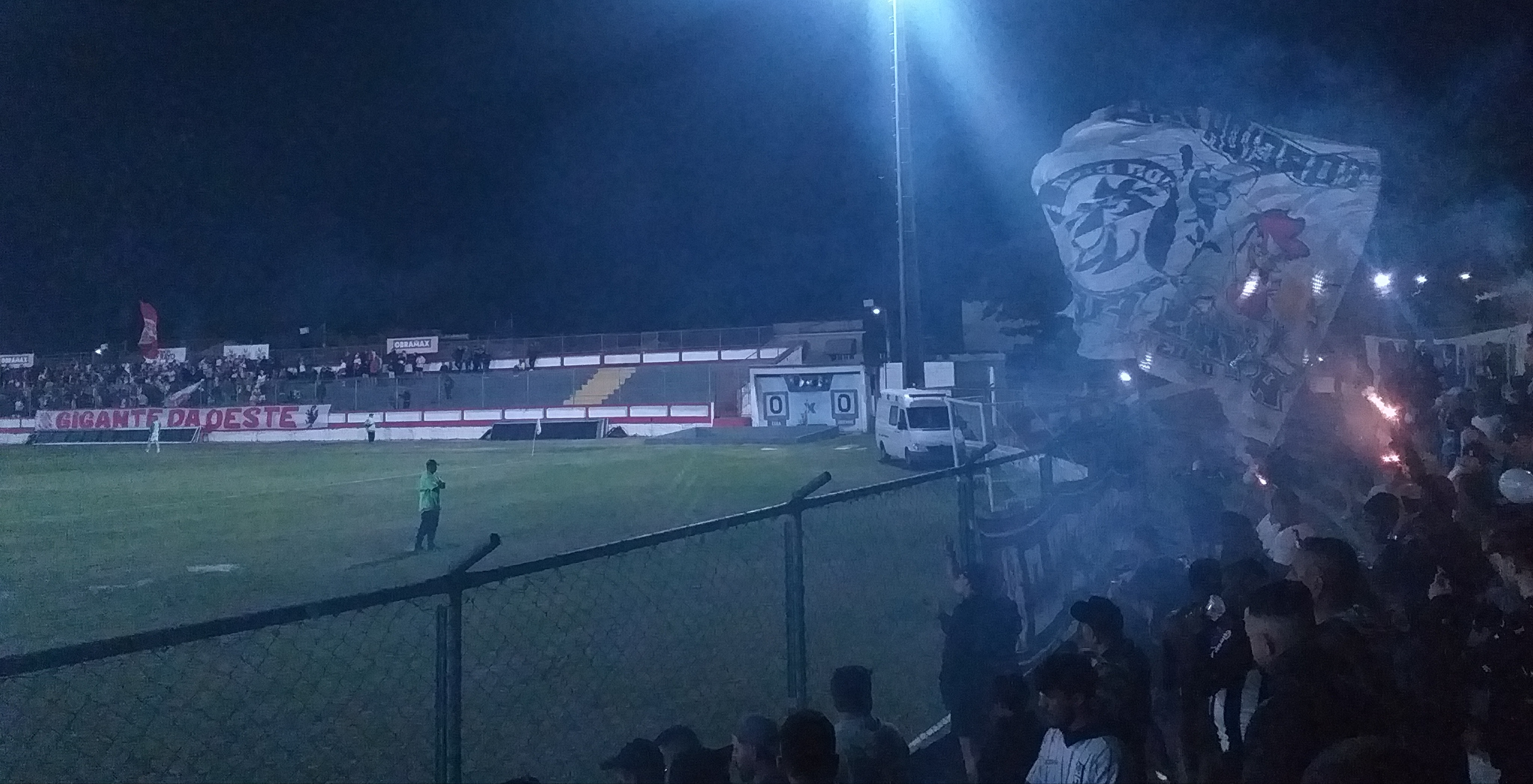
Torcidas de Campo Grande e Bangu em 2025, durante a partida de ida das oitavas de final da Copa Rio.

O primeiro confronto oficial entre as equipes aconteceu apenas em 1962, pelo Campeonato Carioca. As equipes fizeram os confrontos mais acirrados do Clássico Rural entre o final da década de 1970 e meados da década de 1980.
Com o passar do tempo, os confrontos entre as equipes foram sendo drasticamente reduzidos em função do momento conturbado enfrentado tanto pelo alvirrubro quanto pelo galo da zona oeste. Até o início de 2025, o último confronto entre Bangu e Campo Grande havia sido em 2006, pelo Torneio Seletivo, quando o Bangu venceu o Campo Grande por 2–0, com gols de Carlinhos e Victor Boleta.
Quase duas décadas depois – no ano em que a rivalidade completa 73 anos – os clubes voltaram a se enfrentar. Dessa vez, pelas oitavas de final da Copa Rio de 2025. O jogo de ida foi realizado no dia 30 de julho, no Estádio Moça Bonita, e terminou com a vitória do Bangu por 1–0. O gol da equipe alvirrubra foi marcado pelo atacante Berê. O jogo de volta, por sua vez, estava marcado para o dia 6 de agosto. Entretanto, por conta de um caso no STJD envolvendo o Bonsucesso Futebol Clube, a partida de volta foi transferida para o dia 20 de agosto. Vale ressaltar que, pelo fato do Campo Grande não poder mandar seus jogos no Estádio Ítalo del Cima, o jogo de volta também será realizado no estádio do Bangu. O vencedor do duelo enfrentará o vencedor de Resende e Portuguesa nas quartas de final da competição.
Até os dias atuais, o Bangu leva a melhor sobre o Campo Grande no histórico do confronto. Ao todo, são 36 triunfos do alvirrubro, 28 empates e 19 vitórias do alvinegro. O time vermelho e branco também apresenta superioridade em relação aos gols marcados no clássico. São 113 gols favoráveis ao Banguzão e 73 gols favoráveis ao Campuscão.[carece de fontes?]

## Dados históricos
- Origem do nome

O nome deriva do fato de os dois clubes serem de bairros da Zona Oeste do Rio de Janeiro, região que era denominada no passado da cidade como Zona Rural.
- Públicos de destaque

Maior público no Estádio Moça Bonita: Bangu 0–0 Campo Grande, 2 977 pagantes, 22 de outubro de 1981.

Maior público no Estádio Ítalo del Cima: Campo Grande 2–1 Bangu, 2 858 pagantes, 23 de março de 1986.

## Estádios
O Clássico Rural já foi realizado 37 vezes no Estádio Moça Bonita, sendo que o jogo da volta das oitavas de final da Copa Rio de 2025 também ocorrerá no estádio do Bangu. O Estádio Ítalo del Cima, do Campo Grande, já foi palco do clássico por 35 vezes. O Maracanã também já recebeu jogos entre as equipes. Ao todo, nove jogos foram realizados no mais importante estádio da cidade. Além disso, o Clássico Rural também já foi realizado no Estádio Conselheiro Galvão, do Madureira, por duas vezes.[carece de fontes?]

## Jogadores

### Craques imortais
Grandes craques do futebol nacional já vestiram a camisa alvirrubra e permanecem para sempre na memória do torcedor banguense. Esse é o caso da família da Guia (que inclui Ladislau, Luiz, Domingos, Médio e Ademir da Guia), Cláudio Adão, Ado, Marinho, Perivaldo e Mauro Galvão, por exemplo.[carece de fontes?]
O mesmo também vale para o Campo Grande. O Campusca já teve o privilégio de contar com craques vestindo a camisa alvinegra, tais como: Dadá Maravilha, Tuchê, Luisinho das Arábias, Lulinha e Roberto Dinamite. Além disso, no início da década de 1980 o galo da zona oeste esteve sob comando de Vanderlei Luxemburgo, que naquela época estava começando sua carreira como treinador de futebol.[carece de fontes?]

### Jogadores que já atuaram pelas duas equipes
Dentre os jogadores que já vestiram tanto a camisa do Bangu quanto a camisa do Campo Grande estão: Décio Esteves, Cláudio Adão, Ado, Lulinha, Luisinho das Arábias e Vágner Love.[carece de fontes?]

## Quadro comparativo - Retrospecto em competições
| Competição                 | Competição            | Bangu         | Bangu             | Campo Grande     | Campo Grande     |
| Competição                 | Competição            | Participações | Melhor campanha   | Participações    | Melhor campanha  |
| -------------------------- | --------------------- | ------------- | ----------------- | ---------------- | ---------------- |
| Rio de Janeiro             | Carioca               | 112           | Campeão (2 vezes) | 29               | 5.º (1991)       |
| Rio de Janeiro             | Carioca - Série A2    | 8             | Campeão (3 vezes) | 11               | Campeão (1985)   |
| Rio de Janeiro · São Paulo | Torneio Rio–São Paulo | 6             | 3.º (2 vezes)     | Nunca participou | Nunca participou |
| Brasil                     | Brasileiro - Série A  | 11            | Vice (1985)       | 2                | 24.º (1983)      |
| Brasil                     | Brasileiro - Série B  | 8             | 8.º (1995)        | 5                | Campeão (1982)   |
| Brasil                     | Brasileiro - Série C  | 5             | 7.º (1990)        | 5                | 23º (1990)       |
| Brasil                     | Brasileiro - Série D  | 3             | 31.º (2021)       | Nunca participou | Nunca participou |
| Brasil                     | Copa do Brasil        | 5             | 2.ª fase (2011)   | Nunca participou | Nunca participou |
|                            | Libertadores          | 1             | Grupos (1986)     | Nunca participou | Nunca participou |